# Jodie Foster
Alicia Christian "Jodie" Foster (sinh ngày 19 tháng 11 năm 1962) là một nữ diễn viên điện ảnh Mỹ từng hai lần giành Giải Oscar cho nữ diễn viên chính xuất sắc nhất. Jodie Foster là một trong số ít diễn viên từng giành cả bốn giải thưởng diễn xuất có uy tín lớn, ngoài hai giải Oscar là hai giải Quả cầu vàng, ba giải BAFTA và một giải của Hiệp hội Diễn viên điện ảnh Hoa Kỳ. Foster cũng là một đạo diễn và nhà sản xuất phim.
Nổi tiếng từ tuổi thiếu niên với vai cô gái điếm nhỏ tuổi trong Taxi Driver (1976), Jodie Foster liên tục có những vai diễn lớn ở Hollywood mà tiêu biểu là hai vai diễn trong The Accused (1988) và Sự im lặng của bầy cừu (1991), hai vai diễn giúp cô giành tượng vàng Oscar. Từ đầu thập niên 2000, cô tham gia vào nhiều bộ phim ăn khách như Panic Room (2002), Flightplan (2005), Inside Man (2006) và The Brave One (2007).

## Tiểu sử
Alicia Christian "Jodie" Foster sinh ngày 19 tháng 11 năm 1962 tại thành phố Los Angeles, California, trung tâm của công nghiệp điện ảnh Hoa Kỳ. Mẹ cô là bà Evelyn 'Brandy' Ella, người đã một mình nuôi dạy Jodie sau khi bố cô, ông Lucius Fisher Foster III, bỏ hai mẹ con ngay sau khi Jodie ra đời. Foster có hai chị gái Lucinda "Cindy" Foster (sinh năm 1954), Constance "Connie" Foster (sinh năm 1955) và một anh trai Lucius "Buddy" Foster (sinh năm 1957). Trong quá trình làm phim Taxi Driver và The Little Girl Who Lives Down the Lane, Connie là người đóng thế cho em gái trong những cảnh bạo lực mà Jodie (khi đó mới 14 tuổi) không được phép tham gia.
Foster là thủ khoa tốt nghiệp (valedictorian) tại Lycée Français de Los Angeles, một trường dự bị đại học nói tiếng Pháp, cô có thể trả lời trôi chảy phỏng vấn bằng tiếng Pháp và tự lồng tiếng cho vai diễn của mình trong một số bộ phim Pháp mà Foster tham gia như Un long dimanche de fiançailles. Sau phổ thông, Foster học bằng cử nhân văn chương tại Đại học Yale danh tiếng, cô tốt nghiệp loại giỏi (magna cum laude) năm 1985. Foster hiện đang là thành viên của Mensa, tổ chức của những người có IQ cao.
Jodie Foster là một trong số những ngôi sao kín tiếng nhất Hollywood, báo chí và giới hâm mộ biết rất ít về đời tư của cô. Jodie phải bỏ vai diễn trong Double Jeopardy khi mang thai đứa con đầu tiên và cô quay Panic Room khi đang có mang được một tháng đứa con thứ hai. Cả hai lần Foster đều sinh hạ con trai, Charles Bernard Foster (sinh năm 1998) và Kit Bernard Foster (sinh năm 2001), cả hai đều mang họ của Jodie và cô chưa bao giờ tiết lộ hoặc đề cập đến cha của hai đứa trẻ trên báo chí. Trong cuộc diễn văn khi được trao giải Cecil B. DeMille trong Giải Quả cầu vàng thứ 70, Jodie Foster công khai là người đồng tính và cảm ơn người tình cũ hơn 20 năm của mình.

## Sự nghiệp

### Ngôi sao nhỏ tuổi
Jodie Foster làm quen với điện ảnh từ rất sớm, sau khi tham gia vai trẻ em trong một số quảng cáo và phim truyền hình, Jodie xuất hiện trong bộ phim đầu tiên, Menace on the Mountain (1970), khi mới 8 tuổi. Sau bộ phim đầu tay, cô tiếp tục tham gia một số bộ phim khác của hãng Disney như Napoleon and Samantha (1972), One Little Indian (1973), Freaky Friday (1976) và Candleshoe (1977). Jodie Foster cũng tham gia một số bộ phim truyền hình như Paper Moon. Ở tuổi 14 Foster trở thành người dẫn chương trình nhỏ tuổi nhất của Saturday Night Live. Sau này cô trả lời phỏng vấn: "Ngay từ khi còn rất trẻ tôi đã xác định rằng mình phải cố gắng hết mình và nếu như không chiến đầu, cuộc sống sẽ trôi tuột khỏi tay tôi" và: "Tôi đã rất may mắn khi là một cô bé ở thập niên 1970 - giai đoạn theo tôi là sôi động nhất của điện ảnh Mỹ, được tham gia một cách thực sự vào các bộ phim với các nhà làm phim lớn. Và tôi đã học được rất nhiều từ các nghệ sĩ và ngành công nghiệp điện ảnh ngay từ khi còn nhỏ. Dù gì đi nữa tôi cũng luôn luôn chú tâm vào công việc, đó là điều vô giá trong sự nghiệp của tôi.".
Foster là diễn viên trẻ đầu tiên được chọn vào vai Công chúa Leia cho loạt phim Chiến tranh giữa các vì sao (Star Wars) nhưng do còn hợp đồng với Disney nên cô bị loại khỏi vai diễn lớn này. Nhưng Jodie cũng không phải đợi lâu, vai diễn đột phá đến với cô năm 1976, đó là vai cô bé gái điếm trong Taxi Driver của đạo diễn Martin Scorsese. Nhập vai một cách xuất thần bên cạnh ngôi sao lớn Robert De Niro, cô bé 14 tuổi Foster đã được đề cử Giải Oscar cho nữ diễn viên phụ xuất sắc nhất đồng thời giành hai giải BAFTA cho nữ diễn viên phụ và diễn viên mới xuất sắc. Vai diễn của Foster ấn tượng đến mức John Hinckley Jr., người đã ám sát không thành tổng thống Ronald Reagan, sau khi bị bắt đã khai mục đích ám sát là để gây ấn tượng với Foster, ngôi sao của Taxi Driver mà John đã xem đi xem lại nhiều lần. 

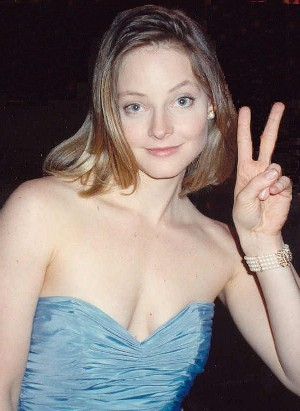
Foster tại lễ trao giải Oscar lần thứ 61, 29 tháng 3 năm 1989

### Diễn viên lớn của Hollywood
Khác với một số ngôi sao sớm nở nhưng chóng tàn như Shirley Temple hay Tatum O'Neal, Foster tiếp tục thành công ở Hollywood sau khi đã trưởng thành. Sau một số bộ phim thất bại về thương mại như Foxes, The Hotel New Hampshire, Five Corners, Stealing Home, cô được gọi thử vai cho vai nữ chính trong The Accused (1988). Vai diễn đã mang lại cho Jodie Foster tượng vàng Oscar đầu tiên cho hạng mục Vai nữ chính. Chỉ 3 năm sau Jodie Foster giành giải Oscar thứ hai cho vai nữ nhân viên FBI Clarice Starling trong Sự im lặng của bầy cừu (The Silence of the Lambs, 1991).
Năm 1991 Jodie Foster cũng tham gia đạo diễn bộ phim đầu tay Little Man Tate, tác phẩm này đã được giới phê bình đánh giá cao. Bộ phim thứ hai cô đạo diễn là Home for the Holidays (1995). Foster còn thử sức với vai trò nhà sản xuất cho bộ phim Nell (1994), câu chuyện về quá trình hòa nhập với xã hội của một phụ nữ sống cách biệt với con người trong nhiều năm. Vai chính trong phim cũng do Jodie đảm nhiệm và cô nhận được một đề cử giải Oscar cho vai diễn này.
Từ cuối thập niên 1990, Jodie Foster bắt đầu tham gia các bộ phim hình sự, khoa học giả tưởng hay kinh dị có tính giải trí cao hơn như Contact (1997), Panic Room (2002), Flightplan (2005), Inside Man (2006) và The Brave One (2007). Tất cả các bộ phim này đều giành vị trí số 1 về doanh thu ở Hoa Kỳ trong tuần chiếu ra mắt và đều là những thành công về mặt thương mại.

## Các phim tham gia

### Vai trò khác
| Đạo diễn     | Đạo diễn                          | Đạo diễn          |
| Năm          | Phim                              | Ghi chú           |
| ------------ | --------------------------------- | ----------------- |
| 1988         | Tales from the Darkside           | Phim truyền hình. |
| 1991         | Little Man Tate                   |                   |
| 1995         | Home for the Holidays             |                   |
| 2011         | The Beaver                        |                   |
| 2013-2014    | Orange Is the New Black           | Phim truyền hình. |
| 2014         | House of Cards                    | Phim truyền hình. |
| 2016         | Money Monster                     |                   |
| Nhà sản xuất |                                   |                   |
| Năm          | Phim                              | Ghi chú           |
| 1986         | Mesmerized                        |                   |
| 1994         | Nell                              |                   |
| 1995         | Home for the Holidays             |                   |
| 1998         | The Baby Dance                    | Phim truyền hình. |
| 2000         | Waking the Dead                   |                   |
| 2002         | The Dangerous Lives of Altar Boys |                   |
| 2007         | The Brave One                     |                   |